# Serkan Gümüş
Serkan Gümüş (* 17. Oktober 1992) ist ein türkischer Eishockeyspieler, der seit 2023 beim Buz Adamlar GSK in der türkischen Superliga unter Vertrag steht.

## Karriere
Serkan Gümüş, der sowohl als Stürmer als auch als Verteidiger eingesetzt wird, begann seine Karriere als Eishockeyspieler beim Kocaeli Büyükşehir Belediyesi Kağıt SK, für den er in der Saison 2007/08 sein Debüt in der Türkischen Superliga gab. Nachdem er 2008 und 2012 mit seiner Mannschaft türkischer Vizemeister geworden war, verließ er den Klub und wechselte zum Ligarivalen İzmir Büyükşehir Belediyesi SK. Mit seinem neuen Team wurde er auf Anhieb erneut Vizemeister seines Landes und 2014 türkischer Meister. 2016 zog es ihm zum Zeytinburnu Belediye SK, mit dem er 2017, 2018 und 2019 seinen zweiten bis vierten türkischen Meistertitel erringen konnte. 2019 wechselte er zu Buz Beykoz, wo er 2020 erneut Meister wurde, wozu er als Topscorer und Torschützenkönig der Liga tatkräftig beitrug. Auch nach dem 2023 erfolgten Wechsel zum Buz Adamlar GSK errang er gleich in der ersten Spielzeit den Titel. Bei Buuz Adamlar ist er neben seiner Spielerkarriere  auch als Trainerassistent für das Frauenteam tätig.

### International
Für die Türkei nahm Gümüş im Juniorenbereich in der Division III an den U18-Weltmeisterschaften 2008, 2009, als er als bester Verteidiger des Turniers ausgezeichnet wurde, und 2010, als er als bester Scorer, bester Torschütze und bester Vorbereiter folgerichtig auch zum besten Stürmer des Turniers gewählt wurde, sowie den U20-Weltmeisterschaften 2008, 2010 und 2011, als er als bester Torschütze (gemeinsam mit dem Serben Aleksa Luković) und zweitbester Scorer (nach Luković) sowohl zum besten Stürmer des Turniers als auch zum besten Spieler seiner Mannschaft gewählt wurde, teil.
Mit der Herren-Nationalmannschaft spielte er bei den Weltmeisterschaften der Division II 2010, 2013, 2014 und 2017 sowie bei den Weltmeisterschaften der Division III 2009, 2011, 2012, 2015, als er gemeinsam mit seinen Landsleuten Alec Koçoğlu und Serdar Semiz und dem Georgier Witali Dumbadse zweitbester Torschütze hinter dem Nordkoreaner Hong Chun-rim war,  2016, 2019 und 2022, als er als drittbester Scorer nach Maksim Sacharau und Ilja Tschuikow, die beide für die Vereinigten Arabischen Emirate spielten, zum besten Stürmer des Turniers gewählt wurde. Zudem stand er bei den Qualifikationsturnieren für die Olympischen Winterspiele 2010 in Vancouver und 2022 in Peking für das Team vom Bosporus auf dem Eis.

## Erfolge und Auszeichnungen
- 2014 Türkischer Meister mit dem İzmir Büyükşehir Belediyesi SK
- 2017 Türkischer Meister mit dem Zeytinburnu Belediye SK
- 2018 Türkischer Meister mit dem Zeytinburnu Belediye SK
- 2019 Türkischer Meister mit dem Zeytinburnu Belediye SK
- 2020 Türkischer Meister mit Buz Beykoz
- 2020 Topscorer und Torschützenkönig der Türkischen Superliga
- 2024 Türkischer Meister mit dem Buz Adamlar GSK

### International
- 2009 Bester Verteidiger bei der U18-Weltmeisterschaft der Division III, Gruppe B
- 2009 Aufstieg in die Division II bei der Weltmeisterschaft der Division III
- 2010 Bester Stürmer, Scorer, Torschütze und Vorlagengeber bei der U18-Weltmeisterschaft der Division III, Gruppe A
- 2011 Bester Stürmer und Torschütze bei der U20-Weltmeisterschaft der Division III
- 2012 Aufstieg in die Division II, Gruppe B, bei der Weltmeisterschaft der Division III
- 2016 Aufstieg in die Division II, Gruppe B, bei der Weltmeisterschaft der Division III
- 2022 Aufstieg in die Division II, Gruppe B, bei der Weltmeisterschaft der Division III, Gruppe A
- 2022 Bester Stürmer bei der Weltmeisterschaft der Division III, Gruppe A